# حبيب (ألبوم)
حبيب أو لوفر (بالإنجليزية: Lover)‏ هو ألبوم الإستديو السابع للمغنية وكاتبة الأغاني الأمريكية تايلور سويفت. تم إصداره في 23 أغسطس 2019، بواسطة ريبابليك ريكوردز. بصفتها المنتجة التنفيذية، عملت سويفت مع المنتجين جاك أنتونوف، ولويس بيل، وفرانك دوكز وجويل ليتل في الألبوم. وصفته سويفت بأنه «رسالة حب لتحب نفسها»، ويحتفل الألبوم بصعود وهبوط الحب، ويتضمن نغمات أكثر إشراقا وبهجة، ويبتعد عن الأصوات المظلمة للألبوم الذي سبقه، السمعة (2017). شكل غلاف الألبوم ومقاطع الفيديو الموسيقية تغييرًا في الظهور المرئي لسويفت، والذي يجسد الآن جمالية الصيف، والتي تتكون بشكل أساسي من ألوان الباستيل. موسيقيًا، هو تسجيل بوب، سينثبوب، إلكتروبوب وبوب روك يحتوي علي تأثيرات الكانتري، دريم بوب، بابلغم بوب، فانك، آر أند بي، بوب بانك وإندي بوب.
يتميز ألبوم حبيب بالتعاون مع ديكسي شيكس وبرندن يوري من بانيك! آت ذا ديسكو. سبقه ثلاث أغنيات منفردة، ووصلت جميعها إلي الذروة داخل العشرة الأوائل من بيلبورد هوت 100؛ بلغت الأغنيتان «أنا!» و«تحتاج لأن تهدأ» ذروتهما في المرتبة الثانية، بينما وصل المسار الذي يحمل نفس العنوان إلي الرقم 10. تم ترسيم جميع مسارات الألبوم الـ18 في وقت واحد علي لائحة هوت 100 عند إصدار الألبوم. تم إصدار «الرجل» كالأغنية المنفردة الرابعة في 27 يناير 2020. تلقي الألبوم مراجعات إيجابية من النقاد، والذين أشادوا بكتابة سويفت للأغاني التي تنقل النضج العاطفي والصدق. ومع ذلك، وجد عدد قليل من المعلقين الألبوم «طويل» و«متعارض» في أماكن.
ظهر ألبوم حبيب لأول مرة علي لائحة بيلبورد 200 بالولايات المتحدة، وحاز علي 867،000 وحدة في الأسبوع الأول. كما ظهر لأول مرة في المرتبة الأولي في العديد من البلدان بما في ذلك أستراليا، وكندا، والمكسيك، وهولندا، ونيوزيلندا، وإسبانيا، والمملكة المتحدة. تم اعتماد ألبوم حبيب ببلاتين مزدوج من قبل RIAA لحصوله علي أكثر من 2 مليون وحدة في الولايات المتحدة. كان أفضل ألبوم مبيعا لعام 2019 في البلاد. علي الصعيد العالمي، كان ألبوم حبيب هو الألبوم الأكثر مبيعًا لفنانة لعام 2019. اعتبارًا من يناير 2020، بيع أكثر من ثلاثة ملايين نسخة حول العالم. للترويج للألبوم، من المقرر أن تبدأ سويفت في مهرجان حبيب، جولتها الموسيقية السادسة وجولة المهرجان الموسيقي الأولي، بدءًا من 20 يونيو 2020.
تلقى ألبوم حبيب ترشيحًا لأفضل ألبوم بوب صوتي في جوائز "غرامي" السنوية ال 62، وهو الترشيح الثالث علي التوالي لسويفت في الفئة، بعد 1989 (2014) والسمعة (2017)، في حين أن الأغنيتان المنفردتان «تحتاج لأن تهدأ» و«حبيب» تم ترشيحهم لأفضل أداء بوب منفرد وأغنية العام علي التوالي. ظهر الألبوم في العديد من أفضل قوائم الموسيقى في نهاية العام لعام 2019.

## الخلفية

صورة لأغنية أنا!

بدأت التكهنات حول الألبوم في 24 فبراير 2019، عندما نشرت سويفت صورة لسبع أشجار نخيل علي حسابها علي إنستغرام، والتي أكدت المغنية لاحقًا أنه اليوم الذي أنهت فيه الألبوم. في 13 أبريل، أصدرت سويفت عدًا تنازليًا علي موقعها الرسمي علي الإنترنت، مع العد التنازلي حتى منتصف الليل بالتوقيت الصيفي الشرقي (ت ع م-04:00) في 26 أبريل. في منتصف الليل، أصدرت الأغنية المنفردة الرئيسية للألبوم، «أنا!» التي تضم برندن يوري من بانيك! آت ذا ديسكو، إلي جانب الفيديو الموسيقي المصاحب لها. شجعت سويفت المعجبين علي العثور علي تلميحات حول عنوان الألبوم في الفيديو وأشار العديد من المعجبين إلي أنه في مرحلة ما من الفيديو، ظهرت كلمة "(بالإنجليزية: Lover)‏" علي لافتة ضوء نيون أعلي مبني في الخلفية.
في 13 يونيو 2019، أكدت عنوان الألبوم في بث مباشر علي إنستغرام، وسيتم إصدار الألبوم في 23 أغسطس 2019. أعلنت سويفت أيضًا أنه سيتم إصدار الأغنية المنفردة الثانية للألبوم «تحتاج لأن تهدأ» في اليوم التالي في 14 يونيو، ويليه الفيديو الموسيقي الخاص بها بعد ذلك بثلاثة أيام. ووصفت الألبوم بأنه ألبوم رومانسي، مشيرة إلي أنه «ليس فقط من حيث الموضوع، مثل كل أغاني الحب أو شيء ما. فكرة أن يكون شيء رومانسي، لا يجب أن تكون أغنية سعيدة. يمكنك العثور علي الرومانسية في الوحدة أو الحزن أو المرور بأشياء في حياتك... إنها تنظر فقط إلي تلك الأشياء من خلال نظرة رومانسية.» في مقابلة مع مجلة فوغ نُشرت في أغسطس 2019، وصفت سويفت الألبوم بأنه «رسالة حب للحب، في كل المجد المجنون والعاطفي والمثير والساحر والرهيب والمأساوي والرائع»." في 16 أغسطس، نشرت سويفت قائمة أغاني الألبوم علي وسائل التواصل الاجتماعي الخاصة بها. أثناء الترويج للألبوم في بث مباشر علي يوتيوب في 22 أغسطس، كشفت سويفت أن الألبوم كان اسمه (بالإنجليزية: Daylight)‏ (بالعربية: ضوء النهار) في الأصل قبل أن تكتب أغنية "حبيب". في 23 أغسطس، وصفت سويفت الألبوم بأنه "احتفال بالحب بكل تعقيداته، وراحته، وتشوشه"." في مقابلة مع رايان سيكرست في برنامجه الإذاعي علي الهواء مع رايان سيكرست، أوضحت سويفت أيضًا:
في منشور علي إنستغرام بتاريخ 17 سبتمبر 2019، عرّفت سويفت حبيب بأنه ألبوم يشبه «الحقول وغروب الشمس + الصيف». في مقابلة مع زين لوي لـبيتز 1 في 30 أكتوبر 2019، قالت سويفت أنها اعتبرت حبيب عودة إلي «الغناء عن حياتي بالطريقة التي أجرب بها بالفعل»، علي عكس «من خلال فلتر من التطرف» كما هو الحال مع السمعة. وأضافت أن الألبوم هو المرة الأولي التي كتبت فيها عن «الحب الحقيقي للغاية» مقارنة بالأغاني السابقة مثل «قصة حب» (2008). في ديسمبر 2019، أخبرت سويفت بيبول أنه مقارنة بـ«المسرحية» للسمعة، حيث «قالت كل ما تحتاج أن تقوله»، وتبين أن حبيب هو الألبوم الذي [لم تعد فيه] «تجيب علي شيء».

## التسجيل

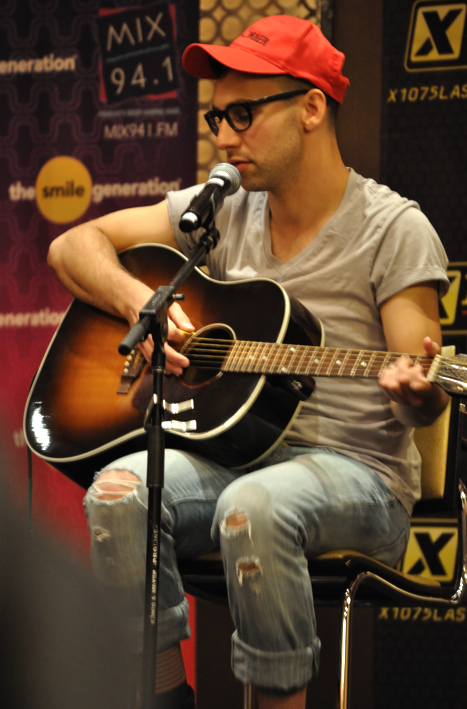
شارك جاك أنتونوف في إنتاج غالبية حبيب.

ذكرت سويفت أنها كتبت حبيب من «مكان مفتوح، وحر، ورومانسي، ومرح»، مضيفة أن الألبوم شعور «جماليًا بوضح النهار»، في حين أن السابق السمعة كان «كله مدينة، وظلام، وسحر مستنقع كامل».
أنتجت سويفت حبيب مع المتعاون المتكرر جاك أنتونوف، بالإضافة إلي المتعاونين لأول مرة جويل ليتل، ولويس بيل، وفرانك دوكز، وسونويف. عملت سويفت وأنتونوف معًا لأول مرة علي أغنية «أحلي من الخيال» لفيلم فرصة واحدة لعام 2013؛ ذهب أنتونوف للكتابة والإنتاج علي اثنين من ألبومات سويفت—1989 (2014) والسمعة (2017)، بالإضافة إلي أغنية «أنا لا أريد أن أعيش إلي الأبد» لفيلم خمسون ظلا أكثر إظلاما لعام 2017. شارك أنتونوف في كتابة ثمانية أغاني وأحد عشر أغنية إنتاجًا مشتركًا في الألبوم.
ليتل، والمعروف بكونه المغني الرئيسي في فرقة البانك غودنايت نيرس وأيضا عمله مع لورد، شارك في كتابة وإنتاج أربع أغاني، بما في ذلك الأغنيتان المنفردتان «أنا!» و«تحتاج لأن تهدأ». شارك بيل ودوكز، واللذان عملا مع فنانين بما في ذلك كاميلا كابيو وبوست مالون، في كتابة وإنتاج ثلاث أغاني. يعود الفضل إلي سونويف في ائتمان الكتابة المشتركة والإنتاج المشترك في أغنية «فتي لندن». ومن بين الفنانين الآخرين الذين لديهم اعتمادات كتابية، سانت فنسنت، وكوتيوس كلاي، وبرندن يوري. كانت سويفت هي الكاتب الوحيد لثلاث أغنيات، بما في ذلك الأغنية الثالثة والتي حملت عنوان الألبوم «حبيب»، وشاركت في كتابة كل أغنية أخري في الألبوم. شاركت أيضًا في إنتاج كل أغنية، وعملت كمنتج تنفيذي للألبوم.
شاركت سويفت في إنتاج الأغاني مع بيل، ودوكز، وليتل من نوفمبر إلي ديسمبر 2018. وفي الوقت نفسه، عملت سويفت مع أنتونوف في الألبوم من يناير إلي فبراير 2019.[بحاجة لمصدر]
في مقابلة مع إنترتينمنت ويكلي، قالت سويفت أنها بدأت تسجيل الألبوم بعد إنتهاء من جولة استاد السمعة في نوفمبر 2018. تم تسجيل الألبوم في ثلاثة أشهر، وانتهي في 24 فبراير 2019، علي الرغم من أن عينة كوتيوس كلاي المستخدمة لـ«فتي لندن» تمت الموافقة عليها في يونيو من نفس العام. تم تسجيل الكثير من الألبوم في إليكتريك لادي ستوديو في مدينة نيويورك، بينما حدث بعض التسجيل في غولدن إيدج ويست في أوكلاند، نيوزيلندا، وكلا من غولدن إيدج وإليكتريك لادي ستوديو، في لوس أنجلوس، ومجموعة متروبوليس في لندن. قالت سويفت أنها اقتربت من التسجيل كما لو كانت تقدم عروض حية، وأن معظم الألبوم يكاد يكون كاملاً.
في يناير 2020، في مقابلة مع كريس ويلمان من فارايتي، كشفت سويفت أن أغنية فيلمها الوثائقي علي نتفليكس ملكة جمال أمريكانا، «فقط الشبان»، تم منعها من تضمينها في حبيب.

## الموسيقى والكلمات
في ثمانية عشر مسارًا، فإن الإصدار الأساسي من حبيب هو أطول ألبوم في كتالوج سويفت. يضيف الإصدار الفاخر مذكرتين صوتيتين. حبيب هو الابتعاد عن الصوت الغامق والثقيل المتأثر بالهيب هوب من ألبومها السابق السمعة، ويعود إلي موسيقى السينثبوب المتأثرة بالثمانينيات في ألبوم 1989. حبيب في الأساس ألبوم بوب، ويشتمل علي السينثبوب، وبوب روك، وإلكتروبوب، أثناء الترسيم أيضًا من الكانتري، والبوب بانك، وموسيقى الفولك روك، والكوايت ستورم. يتضمن الألبوم أصواتًا مبهجة وأكثر إشراقًا؛ وصفته سويفت بأنه «احتفال بالحب بكل تعقيداته، وراحته، وتشوشه».

### الأغاني
يعد المسار الافتتاحي للألبوم «نسيت أنك موجود» وداعًا مبهجًا ومبهجًا للأحداث التي ألهمت السمعة، وتم ضبطه علي ترتيب بسيط للبيانو ولقطات الإصبع. أغنية «صيف قاس» هي أغنية سينثبوب شارك في كتابتها سانت فنسنت، والتي، وفقًا لسويفت، تدور حول «الشعور بالرومانسية الصيفية... حيث يوجد بعض عناصر اليأس والألم فيها، حيث أنك تتوق لشيء ليس لديك بعد». أغنية «حبيب»، وهي الأغنية المنفردة الحاملة لنفس عنوان الألبوم والأغنية المنفردة الثالثة، وهي موسيقى كانتري بطيئة فالس ذات نغمة مرحة، وآلات حنينية، وصوتيات متمايلة وكلمات رومانسية، والتي تم مقارنتها بموسيقى مازي ستار «تتلاشي فيك». المسار الرابع في الألبوم هو «الرجل»، حيث تتخيل سويفت، عبر إنتاج متفائل كامل مع انسجام وامض وموصلات قاتلة، معاملة وسائل الإعلام لها إذا كانت رجلاً. الأغنية هي تعليق علي النظام الأبوي والمعايير المزدوجة المتحيزة جنسيًا التي تخضع لها النساء. الأغنية الترويجية «رامي السهام» هي أغنية سينثبوب وأغنية دريم بوب، مع أخدود بطيء وكلمات داهية، تعكس فيها سويفت عيوبها في العلاقات؛ قارن بعض المعلقين الأغنية بـ«كل شيء على ما يرام»، مسار من ألبوم سويفت لعام 2012 ريد. المسار السادس المليء بالفانك «أعتقد أنه يعرف» يرى سويفت تفحص ازدهار العلاقة، بينما يشير أيضًا إلي ميوزيك رو في ناشفيل.
توظف «ملكة جمال أمريكانا والأمير الحزين» استعارة في المدرسة الثانوية، كاملة مع هتافات المشجع. تذكرنا الأغنية بأغنية سويفت لعام 2009 «مكانك معي». ترى الأغنية السينثبوب الكئيبة أن سويفت تعرب عن خيبة أملها من الوضع الحالي للسياسة الأمريكية. تمت مقارنة الأغنية بعمل بروس سبرينغستين ولانا دل راي. تحتوي «حلقات ورق» المبهجة والمفعمة بالحيوية علي عناصر من موسيقى البوب بانك، حيث تغني فيها سويفت عن الالتزام بعلاقة ما. «شارع كورنيليا» هي أغنية روائية، سُميت باسم شارع في قرية غرينتش حيث استأجرت سويفت شقة؛ في الأغنية المدعومة بالبيانو، تعرب عن مخاوفها من أن علاقتها الناشئة لن تستمر. وقد وصفت أغنية الانفصال المتفائلة «الموت بآلاف التخفيضات» بأنها «ذكري حنين لحب كبير مفقود». مستوحاة من فيلم نتفليكس لعام 2019 شخص عظيم، والذي استلهم بدوره من أغنية «نظيف» من 1989، ألبوم سويفت لعام 2014. يتضمن المسار الحادي عشر «فتي لندن» مقدمة كلمة منطوقة من إدريس إلبا وجيمس كوردن، كلاهما يتألقان مع سويفت في فيلم القطط، ويتحقق من المصممة ستيلا ماكارتني، التي أطلقت معها سويفت خط أزياء فيما يتعلق بالألبوم، ومن المفترض أن يكون حول شريك سويفت، الممثل جو ألوين. رسم بعض المعلقين أوجه تشابه مع «فتاة من غالواي» من إد شيران. تتميز أغنية الكانتري بالاد «قريبا سوف تتحسن» بآلات غيتار الشريحة وديكسي شيكس التي تساهم في البانجو والكمان والغناء المساعد؛ تعالج سويفت معركة والديها مع السرطان، وخاصة نوبة والدتها الثانية، باستخدام الكلمات التفصيلية والحميمية.
«إله زائف» عبارة عن نغمة كوايت ستورم متأثرة بالآر أند بي، حيث يتشابك ساكسفون وحيد مع كلمات تستدعي صورًا دينية. ترى سويفت تناقش «المحاكمات ومحن الحب» الجديرة بالاهتمام. الأغنية المنفردة الثانية «تحتاج لأن تهدأ» هو نشيد إلكترو-بوب لمجتمع الميم والمتحولين جنسيًا، يستهدف المتصيدون علي الإنترنت والمثليين علي حد سواء. الأغنية البالاد المتوهجة «الشفق» ترى سويفت تعتذر لشريك رومانسي لفشل العلاقة. وقد تم وصفها بأنها «نشيد استاد»، يعرض بعضًا من أفضل الأداءات الصوتية لسويفت. في أغنية البابلغم بوب والسينث-بوب «أنا!»، وهي الأغنية المنفردة الرئيسية في الألبوم الجذاب، سويفت جنبا إلي جنب مع برندن يوري من بانيك! آت ذا ديسكو حول مواضيع تأكيد الذات والفردية. ترسم موسيقى الإيندي بوب «من الجميل أن يكون لديك صديق» قصة رومانسية من الطفولة إلي مرحلة البلوغ، مع غناء سويفت مدعومًا بطبل نحاسي، القيثارات، ويتخللها بوق منفرد بالقرب من الوسط. تستعرض الأغنية أيضًا مسار «الصيف في الجنوب» من ألبوم باركسكيبز من قبل مدرسة ريجنتس بارك للموسيقى ومقرها تورونتو. تستدعي أغنية البالاد الإغلاقية الاستبطانية «ضوء النهار» أغنية «ريد» من ألبوم 2012 الذي يحمل نفس الاسم؛ فسرت بعض المنشورات ذلك علي أنه علامة علي نمو سويفت الشخصي وفهم أكثر نضجًا للحب. تُختتم الأغنية والألبوم بمونولوج من كلمة منطوقة من سويفت: «أريد أن يتم تحديد الأشياء التي أحبها. ليس الشيء الذي أكرهه، وليس الأشياء التي أخافها، وليس الأشياء التي تطاردني في وسط الليل. أعتقد أنك ما تحب».

## العمل الفني والجمالي
تم تصوير العمل الفني لغلاف حبيب وتصميمه من قبل المصورة وفنانة الكولاج الكولومبية البالغة من العمر 24 عامًا، فاليريا روشا، والتي تعاملت أيضًا مع الاتجاه الفني للصور المستخدمة في حملة الألبوم.
يتضمن العمل الفني سويفت في شفاهها الحمراء المميزة، مع ترتيب بريق وردي علي شكل قلب يحيط بعينها اليمني، قبل سماء غائمة تهيمن عليها ألوان وردية وزرقاء وصفراء وتسريبات ضوئية. تم وصف جمالية وصور حبيب بطول النهار، صيف، فراشات، قلوب، وثقافي شعبي، والتي تتكون بشكل أساسي من ألوان الباستيل. عرفت سويفت حبيب أيضًا بأنه حقول مفتوحة وغروب الشمس؛ واصفة إياه بألبوم «المهرجان-y»، أثناء مناقشة الجولة المصاحبة للألبوم، مهرجان حبيب.

## وصلات خارجية
- حبيب على موقع ميتاكريتيك (الإنجليزية)
- حبيب على موقع أول موفي (الإنجليزية)